# امی رابرتز
امی رابرتز (انگلیسی: Amy Roberts؛ زادهٔ ۲۴ دسامبر ۱۹۹۴) دوچرخه‌سوار اهل بریتانیا است.